# Гебріел Слоніна
Гебріел Павел Слоніна (англ. Gabriel Pawel Slonina, нар. 15 травня 2004, Еддісон) — американський футболіст, воротар англійського «Челсі» і національної збірної США. На правах оренди грає за «Барнслі».

## Клубна кар'єра
Народився 15 травня 2004 року в Еддісоні, штат Іллінойс, в родині польського походження. Вихованець футбольної школи клубу «Чикаго Файр». Дорослу футбольну кар'єру розпочав 2021 року в основній команді того ж клубу, в якій провів два сезони, взявши участь у 43 матчах чемпіонату.  Більшість часу, проведеного у складі «Чикаго Файр», був основним голкіпером команди.
У серпні 2022 року за 10 мільйонів доларів перейшов до лондонського «Челсі», відповідно до домовленостей між клубами, до завершення року дограв за «Чикаго Файр».
Протягом сезону 2023/24 років на правах оренди захищав кольори бельгійського «Ейпена», де стабільно був основним воротарем.
Влітку 2024 року, також на умовах оренди, став гравцем «Барнслі». 

## Виступи за збірні
2019 року дебютував у складі юнацької збірної США (U-15), загалом на юнацькому рівні взяв участь у 9 іграх.
З 2021 року залучається до складу молодіжної збірної США. Наразі на молодіжному рівні зіграв у 10 офіційних матчах, пропустив 14 голів.
2023 року дебютував в офіційних матчах у складі національної збірної США. Включався до її заявки для участі у тогорічному розіграші Золотого кубка КОНКАКАФ, де, утім, був третім воротарем.
2024 року був включений до заявки Олімпійської збірної СЩА для участі у футбольному турнірі на Олімпійських іграх 2024 в Парижі.
| Дата      | Місто        | Господарі | Результат | Гості  | Турнір           | Голи | Примітки |
| --------- | ------------ | --------- | --------- | ------ | ---------------- | ---- | -------- |
| 25-1-2023 | Лос-Анджелес | США       | 1 – 2     | Сербія | товариський матч | -2   |          |
| Усього    |              | Матчів    | 1         |        | Голів            | -2   |          |

## Досягнення
Челсі
- Переможець Клубного чемпіонату світу: 2025